# スタジオユニ
株式会社スタジオユニは、アニメーション制作のうち、背景画制作を主な事業内容とした日本の企業である。

## 概要
旧虫プロダクションの美術部長だった半藤克美が、独立、半藤スタジオを経て設立。サンライズ初期の作品や、シンエイ動画の作品などに多数参加している。背景会社としては、老舗で、鉄腕アトムの頃から下請けを行っている。出身者では、イメージルーム・ジローの河野次郎、アトリエ・ムサの池田繁美、アートチーム・コンボイの中村隆など。
多くの作品の場合、「スタジオ・ユニ」「Studio UNI」「STUDIO UNI」名義でクレジットされることがある。
また、アトリエローク07とともに参加することが多く、2006年頃から韓国の「STUDIO SEY」に発注することも多い。
代表取締役は半藤の退任後、古谷彰を経て、2024年現在は森尾麻紀が務めている。

## 主な参加作品

### テレビシリーズ
- ムーミンシリーズ（1969 - 1970年・1972年）
- ハゼドン（1972年 - 1973年）
- ワンサくん（1973年）
- まんが日本昔ばなし（1975年）
- 超電磁ロボ コン・バトラーV (1976年 - 1977年)
- ドカベン（1976年）
- 超電磁マシーン ボルテスV（1977年 - 1978年）
- 野球狂の詩（1977年 - 1979年)
- シートン動物記 りすのバナー（1979年）
- 未来ロボ ダルタニアス（1979年 - 1980年）
- 無敵ロボ トライダーG7（1980年 - 1981年）
- 忍者ハットリくん（1981年 - 1987年）
- 戦闘メカ ザブングル（1982年 - 1983年）
- パーマン（1983年 - 1985年）
- プロゴルファー猿（1985年 - 1988年）
- ハイスクール!奇面組（1985年 - 1987年）
- Mr.ペンペン（1986年）
- ウルトラB（1987年 - 1989年）
- ついでにとんちんかん（1987年 - 1988年）
- つるピカハゲ丸（1988年）
- ビリ犬（1988年 - 1989年）
- おぼっちゃまくん（1989年 - 1992年）
- ガタピシ（1990年 - 1991年）
- ママは小学4年生（1992年）
- ヤダモン（1992年 - 1993年）
- 3丁目のタマ うちのタマ知りませんか?（1994年）
- とんでぶーりん（1994年 - 1995年）
- ストリートファイターII V（1995年）
- こどものおもちゃ（1996年 - 1998年）
- はれときどきぶた（1997年 - 1998年）
- 忍ペンまん丸（1997年 - 1998年）
- セイバーマリオネットJ to X（1998年 - 1999年）
- セラフィムコール（1999年）
- とっとこハム太郎シリーズ
  - とっとこハム太郎（2000年 - 2004年）
  - とっとこハム太郎 はむはむぱらだいちゅ!（2004年 - 2006年）
- グラップラー刃牙（2001年）
- スクライド（2001年）
- 地球防衛家族（2001年）
- あたしンちシリーズ
  - あたしンち（2002年 - 2009年）
  - 新あたしンち（2015年 - 2016年）
- 愛してるぜベイベ★★（2004年）
- 鉄子の旅（2005年）
- 半分の月がのぼる空（2006年）
- おとぎ銃士 赤ずきん（2006年 - 2007年）
- D.Gray-man（2006年 - 2008年）
- ぷるるんっ!しずくちゃんシリーズ
  - ぷるるんっ!しずくちゃん（2006年）
  - ぷるるんっ!しずくちゃん あはっ☆（2007年）
- ウエルベールの物語シリーズ
  - ウエルベールの物語 〜Sisters of Wellber〜（2007年）
  - ウエルベールの物語 第二幕（2008年）
- スカイガールズ（2007年）
- BUZZER BEATER（2007年）
- しゅごキャラ!（2007年 - 2008年）
- スレイヤーズREVOLUTION（2008年）
- ライブオン CARDLIVER 翔（2008年）
- 毎日かあさん（2009年 - 2012年）
- スティッチ! 〜ずっと最高のトモダチ〜（2010年）
- いちばんうしろの大魔王（2010年）
- カードファイト!! ヴァンガード（2011年）
- 遊☆戯☆王ZEXAL（2011年）
- 快盗天使ツインエンジェル〜キュンキュン☆ときめきパラダイス!!〜（2011年）
- エリアの騎士（2012年）
- アルカナ・ファミリア -La storia della Arcana Famiglia-（2012年）
- 閃乱カグラ（2013年）
- 変態王子と笑わない猫。（2013年）
- のうりん（2014年）
- デュエル・マスターズシリーズ
  - デュエル・マスターズ VS（2014年 - 2015年）
  - デュエル・マスターズ VSR（2015年 - 2016年）
  - デュエル・マスターズ VSRF（2016年 - 2017年）
  - デュエル・マスターズ（2017年 - 2018年）
  - デュエル・マスターズ!（2018年 - 2019年）
  - デュエル・マスターズ!!（2019年 - 2020年）
  - デュエル・マスターズ キング（2020年 - 2021年）
  - デュエル・マスターズ キング!（2021年 - 2022年）
  - デュエル・マスターズ キングMAX（2022年）
  - デュエル・マスターズ WIN（2022年 - 2023年）
  - デュエル・マスターズ WIN 決闘学園編（2023年 - 2024年）
- ブラック・ブレット（2014年）
- 六畳間の侵略者!?（2014年）
- デンキ街の本屋さん（2014年）
- 血界戦線（2015年）
- ケイオスドラゴン 赤竜戦役（2015年）
- わかば*ガール（2015年）
- 監獄学園（2015年）
- 城下町のダンデライオン（2015年）
- あんハピ（2016年）
- 斉木楠雄のΨ難シリーズ（2016年・2018年）
- 魔法陣グルグル（2017年）
- まちカドまぞくシリーズ
  - まちカドまぞく（2019年）
  - まちカドまぞく2丁目（2022年）

### OVA
- アマダアニメシリーズ スーパーマリオ（1989年）
- ドラえもん のび太と未来ノート（1994年）
- 秘境探検ファム&イーリー（1995年）
- ソニック・ザ・ヘッジホッグ（1996年）
- 撲殺天使ドクロちゃん（2005年 - 2006年）
- 大魔法峠（2006年 - 2007年）
- ストライクウィッチーズ Operation Victory Arrow（2015年）

### Webアニメ
- クレヨンしんちゃん外伝 家族連れ狼（2017年）
- Duel Masters LOSTシリーズ
  - Duel Masters LOST 〜追憶の水晶〜（2024年）
  - Duel Masters LOST 〜月下の死神〜（2024年 - ）

### 劇場映画
- ムーミン（1972年）
- 映画ドラえもん同時上映作品シリーズ
  - 忍者ハットリくん ニンニン忍法絵日記（1982年）
  - 忍者ハットリくん ニンニンふるさと大作戦の巻（1983年）
  - 忍者ハットリくん+パーマン 超能力ウォーズ（1984年）
  - 忍者ハットリくん+パーマン 忍者怪獣ジッポウvsミラクル卵（1985年）
  - プロゴルファー猿 スーパーGOLFワールドへの挑戦!!（1986年）
  - プロゴルファー猿 甲賀秘境!影の忍法ゴルファー参上!（1987年）
  - エスパー魔美 星空のダンシングドール（1988年）
  - ドラミちゃん ミニドラSOS!!!（1989年）
  - チンプイ エリさま活動大写真（1990年）
  - ドラミちゃん アララ♥少年山賊団!（1991年）
  - 21エモン 宇宙いけ! 裸足のプリンセス（1992年）
  - ドラミちゃん ハロー恐竜キッズ!!（1993年）
  - ドラミちゃん 青いストローハット（1994年）
  - ウメ星デンカ 宇宙の果てからパンパロパン!（1994年）
  - 2112年 ドラえもん誕生（1995年）
  - ドラミ&ドラえもんズ ロボット学校七不思議!?（1996年）
  - ザ☆ドラえもんズ 怪盗ドラパン謎の挑戦状!（1997年）
  - ザ☆ドラえもんズ ムシムシぴょんぴょん大作戦!（1998年）
  - 帰ってきたドラえもん（1998年）
  - ザ☆ドラえもんズ おかしなお菓子なオカシナナ?（1999年）
  - のび太の結婚前夜（1999年）
  - ザ☆ドラえもんズ ドキドキ機関車大爆走!（2000年）
  - おばあちゃんの思い出（2000年）
  - ドラミ&ドラえもんズ 宇宙ランド危機イッパツ!（2001年）
  - がんばれ!ジャイアン!!（2001年）
  - ザ☆ドラえもんズ ゴール!ゴール!ゴール!!（2002年）
  - ぼくの生まれた日（2003年）
- 映画クレヨンしんちゃんシリーズ
  - クレヨンしんちゃん 雲黒斎の野望（1995年）
  - クレヨンしんちゃん ヘンダーランドの大冒険（1996年）
  - クレヨンしんちゃん 暗黒タマタマ大追跡（1997年）
  - クレヨンしんちゃん 電撃!ブタのヒヅメ大作戦（1998年）
  - クレヨンしんちゃん 爆発!温泉わくわく大決戦（1999年）
  - クレヨンしんちゃん 嵐を呼ぶジャングル（2000年）
  - クレヨンしんちゃん 嵐を呼ぶモーレツ!オトナ帝国の逆襲（2001年）
  - クレヨンしんちゃん 嵐を呼ぶ アッパレ!戦国大合戦（2002年）
  - クレヨンしんちゃん 嵐を呼ぶ 栄光のヤキニクロード（2003年）
  - クレヨンしんちゃん 嵐を呼ぶ!夕陽のカスカベボーイズ（2004年）
  - クレヨンしんちゃん 伝説を呼ぶブリブリ 3分ポッキリ大進撃（2005年）
  - クレヨンしんちゃん 伝説を呼ぶ 踊れ!アミーゴ!（2006年）
  - クレヨンしんちゃん 嵐を呼ぶ 歌うケツだけ爆弾!（2007年）
  - クレヨンしんちゃん ちょー嵐を呼ぶ 金矛の勇者（2008年）
  - クレヨンしんちゃん オタケベ!カスカベ野生王国（2009年）
  - クレヨンしんちゃん 超時空!嵐を呼ぶオラの花嫁（2010年）
  - クレヨンしんちゃん 嵐を呼ぶ黄金のスパイ大作戦（2011年）
  - クレヨンしんちゃん 嵐を呼ぶ!オラと宇宙のプリンセス（2012年）
  - クレヨンしんちゃん バカうまっ!B級グルメサバイバル!!（2013年）
  - クレヨンしんちゃん ガチンコ!逆襲のロボとーちゃん（2014年）
  - クレヨンしんちゃん オラの引越し物語 サボテン大襲撃（2015年）
  - クレヨンしんちゃん 爆睡!ユメミーワールド大突撃（2016年）
  - クレヨンしんちゃん 襲来!!宇宙人シリリ（2017年）
- 劇場版ポケットモンスターシリーズ
  - 劇場版ポケットモンスター 水の都の護神 ラティアスとラティオス（2002年）
  - 劇場版ポケットモンスター アドバンスジェネレーション 裂空の訪問者 デオキシス（2004年）
- 映画 あたしンち（2003年）
- 映画ドラえもんシリーズ
  - 映画ドラえもん のび太の恐竜2006（2006年）
  - 映画ドラえもん のび太の新魔界大冒険 〜7人の魔法使い〜（2007年）
  - 映画ドラえもん のび太と緑の巨人伝（2008年）
- 河童のクゥと夏休み（2007年）
- ピアノの森（2007年、背景協力）
- シナモン the Movie（2007年）
- チョコレート・アンダーグラウンド（2009年）
- おまえ うまそうだな（2010年、アニメーション協力）

## スタッフ

### スタジオ・ユニ
- 河合信治
- 高橋佐知
- 松宮由美
- 越膳滝美
- 氣賀澤佐知子
- 石黒恵美子
- 中島美枝子
- 古賀徹
- 天水勝
- 永坂真琴
- 川口美射
- 佐川恵美子
- 三原伸明
- 池田玲子
- 本多美紀
- 宮良子
- 永井由香
- 森尾麻紀
- 小名木麻起子
- 明石聖子
- 坂場真琴
- 氏家こはく

### STUDIO SEY
- 田仙鶴
- 曺在鉉
- 朴碝晶
- 曺志雲
- 安晟鎔
- 孫叔希
- 徐容玄
- 金慶淑
- 黄善美
- 金在槿
- 李煐浩
- 金小恩
- 元恵英
- 金根英